# Argila (filme)
Argila é um filme brasileiro do género drama romântico, realizado e escrito por Humberto Mauro e protagonizado por Cármen Santos, Celso Guimarães e Lídia Mattos. Estreou-se no Brasil a 28 de maio de 1942.

## Elenco
- Cármen Santos como Luciana
- Celso Guimarães como Gilberto
- Lídia Mattos como Marina
- Floriano Faissal como Barrocas
- Saint-Clair Lopes como Cláudio
- Bandeira Duarte
- Mauro de Oliveira
- J. Silveira
- Pérola Negra
- Roberto Rocha
- Anita Otero como dançarina
- Chaby Pinheiro
- Geny França
- Bandeira de Mello
- Eduardo Viana
- Emilinha Borba
- Oswaldo Teixeira
- Roquette Pinto